# Izrael a 2006. évi téli olimpiai játékokon
Izrael az olaszországi Torinóban megrendezett 2006. évi téli olimpiai játékok egyik részt vevő nemzete volt. Az országot az olimpián 2 sportágban 5 sportoló képviselte, akik érmet nem szereztek.

## Alpesisí
Férfi
| Versenyző       | Versenyszám      | 1. futam | 1. futam | 2. futam | 2. futam | Összesítés | Összesítés |
| Versenyző       | Versenyszám      | Idő      | Hely.    | Idő      | Hely.    | Idő        | Helyezés   |
| --------------- | ---------------- | -------- | -------- | -------- | -------- | ---------- | ---------- |
| Mihajlo Renzsin | Műlesiklás       | 1:01,83  | 45.      | 58,90    | 36.      | 2:00,73    | 37.        |
| Mihajlo Renzsin | Óriás-műlesiklás | 1:28,97  | 36.      | 1:31,44  | 35.      | 3:00,41    | 32.        |

## Műkorcsolya
| Versenyző                           | Versenyszám | Kötelező tánc | Kötelező tánc | Eredeti (original) tánc | Eredeti (original) tánc | Kűr   | Kűr   | Összesítés | Összesítés |
| Versenyző                           | Versenyszám | Pont          | Hely.         | Pont                    | Hely.                   | Pont  | Hely. | Pont       | Helyezés   |
| ----------------------------------- | ----------- | ------------- | ------------- | ----------------------- | ----------------------- | ----- | ----- | ---------- | ---------- |
| Galit Hait Szergej Szahnovszkij     | Jégtánc     | 31,07         | 13.           | 55,65                   | 6.                      | 94,44 | 7.    | 181,16     | 8.         |
| Alekszandra Zareckij Roman Zareckij | Jégtánc     | 23,51         | 24.           | 41,21                   | 23.                     | 71,08 | 20.   | 135,80     | 22.        |